# لامارسييز
المرسيليون أو لامارسييز (بالفرنسية: La Marseillaise) هو النشيد الوطني للجمهورية الفرنسية، كتب عهد الثورة الفرنسية، واعتمدته فرنسا نشيدا بموجب إتفاقية مدتها تسع سنوات، من 14 يوليو 1795 إلى غاية عهد الإمبراطورية الفرنسية سنة 1804، وفي زمن الجمهورية الفرنسية الثالثة تم ترسيمه بشكل دائم.
كتبت الآيات أو السطور الستة الأولى من طرف روجيه دي ليسلي عام 1792 من أجل جيش الراين في ستراسبورغ، بعد إعلان فرنسا الحرب في النمسا. النشيد الوطني به كلمات تدعو للحرب، لأنه كتب في زمن كانت تمر فيه فرنسا بمرحلة دقيقة، الثورة الداخلية من أجل الحرية والعلمانية والقتال ضد إستبداد الكنيسة والملكية المطلقة من أجل تأسيس الجمهورية، وكذا محاربة الأعداء والغزو الخارجي وخصوصا بريطانيا التي كانت تعتبر نجاح الثورة الفرنسية في إسقاط الملكية سيلحق بالملكية البريطانية أضرار قد تهدد مستقبلها، حيث عملت بريطانيا ما في وسعها لإفشال الثورة في فرنسا لكن باءت محاولاتها بالفشل.
النشيد الوطني الفرنسي المرسيليون تم اعتماده أو ترسيخه بشكل مطلق في عهد الجمهورية الفرنسية الثالثة وخصوصا عند تخليد الذكرى المائوية للثورة الفرنسية.
خلال عهد فرنسا الفيشية عندما قامت ألمانيا النازية باحتلال الجزء الشمالي لفرنسا الذي به العاصمة الفرنسية باريس، بقي النشيد الوطني كما هو ولم يتم تغييره، لكن القيادة العسكرية الألمانية منعت المواطنين الفرنسيين من غناء وتلحين النشيد يوم 17 جويلية (يوليو) 1941.
قام فاليري جيسكار ديستان عندما كان رئيس فرنسا من 1974 حتى 1981 بتخفيض إيقاع المرسيليون لأن النسخة الأولى الأصلية كانت قوية في الكلام والتلحين.

## تاريخ النشيد

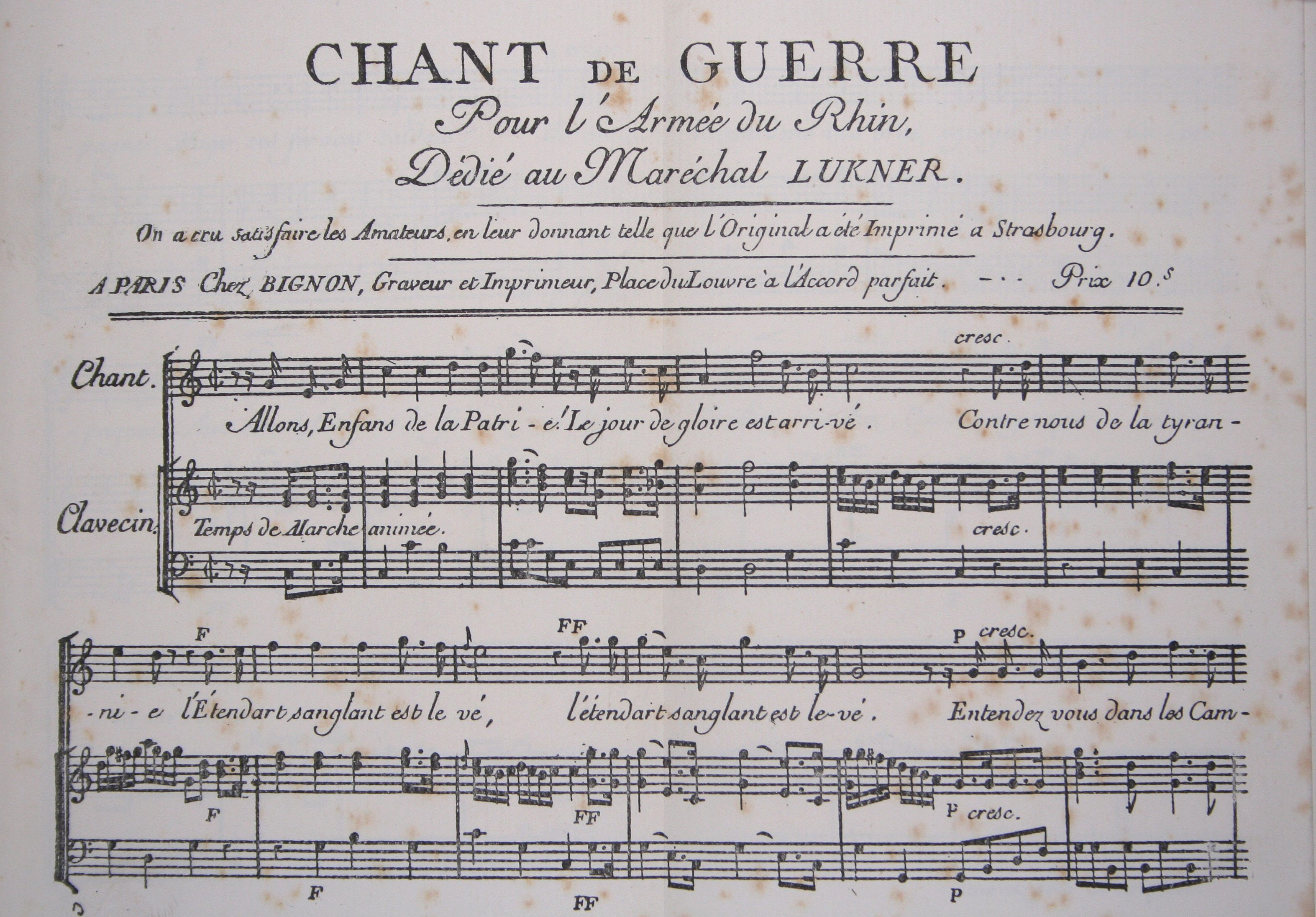
الإيقاع خلال القرن التاسع عشر

كتب هذا النشيد في 25 أبريل 1792 من طرف جوزيف روجيه دي ليزل في ستراسبورغ وكان اسم النشيد «نشيد الحرب لجيش الراين» (بالفرنسية: Chant de guerre de l'Armée du Rhin)، لقد كتب هذا النشيد مخصوصاً لمارشال نيكولاس لوكنير (ضابط فرنسي مولود في منطقة كام ببافاريا)، وقد اعتمد هذا النشيد كنشيد وطني في عام 1830 عهد الجمهورية الفرنسية الثالثة ولكن في أثناء قيام الحرب العالمية الثانية أجريت بعض التعديلات الطفيفة فيه على يد هكتور برليوز واعتمد نشيد وطني في شكله الحالي في سبعينيات القرن العشرين.

## الترجمة إلى العربية
انهضوا يا أبناء الوطن,
فقد دقت ساعة المجد!
بعد أن رُفعت في وجهنا
رايات الاستبداد المدممة.
هل تسمعون في جميع أصقاعنا
عواء هؤلاء الجنود الهمجيين؟
الذين يأتون حتى أسرّتنا
لذبح أبنائنا ونسائنا!
إلى السلاح، أيها المواطنون!
شكّلوا صفوفكم!
فلنزحف! فلنزحف!
وليتشبّع تراب أرضنا من دمائهم القذرة!
ماذا يريد هذا الحشد من العبيد،
من الخونة، ومن الملوك المتآمرين؟
لمن هذه السلاسل الحقيرة
وهذه الأغلال المجهزة منذ زمن؟ (تعاد)
أللفرنسيين، لنا؟ آه! يالها من مهانة,
ويا للاختلاجات التي ستستدعي!
أنحن من يُفكَّر بإرجاعهم
إلى العبودية التي نسيناها؟
ماذا؟ أسنترك الجحافل الغريبة
تملي علينا إرادتها في بيوتنا!
ماذا؟ أسنترك هذه المجموعات المرتزقة
يقتلون محاربينا الأبِيّاء؟ (تعاد)
بالله! أنطأطئ جباهنا
إن وضعتنا الأيادي المغللة تحت النير؟
أويصبح الطغاة السفلة
أسياد مصيرنا؟
ارتعدوا، أيها المستبدون والأخزياء
وكل من تُعقد له الحواجب،
ارتعدوا! فمشاريعكم القاتلة
ستجد أخيراً جزاءها (تعاد 2)
فكلنا جنود في حربنا ضدكم
إذا سقط أبطالنا الشباب،
ستحمل لنا الأرض شباناً آخرين,
مستعدين للاستمرار في قتالكم!
الفرنسيون، هم المحاربون الشهماء
إحمل أو إمنع ضرباتك!
أنقذ هؤلاء الضحايا الحزينين
لأنهم قد يأسفون لحمل السلاح ضدّنا،
لكن ليس هؤلاء الطغاة الداميين،
هؤلاء متواطئين بويلٍ،
كلّ هذه النمور القاسية
ستمزّق العدو خارج صدور أمهاتهم!
الحبّ الوطني المقدّس
يتقدّم ويدعم أسلحتنا الانتقامية
الحريّة، الحريّة العزيزة،
قاومي أيتها الحرية مع مدافعيك
تحت أعلامنا، سنكافئ بالنصر
عجلي أيتها الحرية بزئيركِ الرجالي
لي يكون أعدائكِ, في أنفاسهم الأخيرة
إشهدي على نصرنا ومجدنا!
نحن سندخل ميدان المعركة
عندما لن يكون شيوخنا هناك,
هناك سوف نجد غبارهم
وعلامة امتيازهم.
لن يمنعنا حزننا على غبارهم
من الاشتراك في توابيتهم،
سيكون عندنا الفخر الرفيع
للانتقام لهم أو لإتباعهم!

## وصلات خارجية
- الإستماع لنشيد فرنسا الوطني على يوتيوب